# ½ grosza (1796–1797)
½ grosza (1796–1797) – moneta półgroszowa bita dla Prus Południowych w latach 1796 i 1797 na stopę menniczą zbliżoną do polskiej z 1766 r.

## Awers
Na owalnej tarczy zwieńczonej koroną umieszczono monogram FWR będący skrótem od Fridericus Wilhelm Rex, wokół tarczy wieniec, na samym dole znak mennicy – literka B albo E.

## Rewers
U samej góry znajduje się nominał ½, a po jego bokach rozetki, poniżej napis „GROSSUS”, pod nim napis „BORUS•” albo „BORUSS•”, poniżej napis „MERID•”, pod nim rok bicia 1796 albo 1797 Na niektórych odmianach brakuje kropek po „BORUSS” albo „BORUS” i po „MERID”.

## Opis
Moneta była bita w miedzi, w mennicach we Wrocławiu (literka B) i Królewcu (literka E). Stopień rzadkości poszczególnych roczników przedstawiono w tabeli:
| Nominał  | Rok  | Nazwa prowincji | Znak mennicy | Mennica   | Stopień rzadkości | Liczba egzemplarzy | Liczba odmian | Uwagi                                                               | Zdjęcie |
| -------- | ---- | --------------- | ------------ | --------- | ----------------- | ------------------ | ------------- | ------------------------------------------------------------------- | ------- |
| ½ grosza | 1796 | BORUS           | B            | Wrocław   | R                 | 80 001–400 000     | 2             |                                                                     |         |
| ½ grosza | 1796 | BORUSS          | B            | Wrocław   | R                 | 80 001–400 000     | 4             | znane są również monety z napisem REGNI BORUSS zamiast BORUSS MERID |         |
| ½ grosza | 1796 | BORUSS          | E            | Królewiec | R                 | 80 001–400 000     | 2             |                                                                     |         |
| ½ grosza | 1797 | BORUS           | B            | Wrocław   | R1                | 15 000–80 000      | 1             |                                                                     |         |
| ½ grosza | 1797 | BORUSS          | B            | Wrocław   | R                 | 80 001–400 000     | 16            |                                                                     |         |
| ½ grosza | 1797 | BORUSS          | E            | Królewiec | R2                | 3001–15 000        | 1             |                                                                     |         |

Wśród kolekcjonerów pojawiają się sprzeczne opinie dotyczące klasyfikacji monety ½ grosza 1796 B Regni Boruss. Ze względu na brak wybitej nazwy prowincji Prusy Południowe (po łacinie Borussia Meridionalis), część numizmatyków przypisuje je prowincjom Prus Zachodnich i Prus Wschodnich, inni zaś klasyfikują te monety jako początkowego, tzn. błędnego bicia dla Prus Południowych. 